# Diplacrum africanum
Diplacrum africanum är en halvgräsart som först beskrevs av George Bentham, och fick sitt nu gällande namn av Charles Baron Clarke. Diplacrum africanum ingår i släktet Diplacrum och familjen halvgräs. Inga underarter finns listade i Catalogue of Life.